# Norops pygmaeus
Norops pygmaeus este o specie de șopârle din genul Norops, familia Polychrotidae, descrisă de Álvarez Del Toro și Smith 1956. A fost clasificată de IUCN ca specie în pericol. Conform Catalogue of Life specia Norops pygmaeus nu are subspecii cunoscute.